# Васильев, Иван Васильевич (1906—1962)
Иван Васильевич Васильев (1906—1962) — полковник Советской Армии, участник Великой Отечественной войны, Герой Советского Союза (1944).

## Биография
Иван Васильев родился 10 ноября 1906 года в селе Вышегород (ныне — Дедовичский район Псковской области) в крестьянской семье. Окончил семь классов школы, работал в родном селе. В 1931 году Васильев был призван на службу в Рабоче-крестьянскую Красную Армию. В том же году он вступил в ВКП(б). В 1934 году Васильев окончил Ленинградское пехотное училище, затем бронетанковые курсы усовершенствования офицерского состава. С июня 1941 года — на фронтах Великой Отечественной войны. К июню 1944 года подполковник Иван Васильев командовал 713-м самоходным артиллерийском полком 29-го стрелкового корпуса 48-й армии 1-го Белорусского фронта. Отличился во время освобождения Белорусской ССР.
24-29 июня 1944 года полк Васильева переправился через реку Друть в районе Рогачёва и захватил переправы через реки Добосна и Березина, что способствовало успешному выходу частей 48-й армии на подступы к Бобруйску. В боях полк Васильева уничтожил около 30 танков и штурмовых орудий, более 40 артиллерийских орудий, а также большое количество другой боевой техники и живой силы противника.
Указом Президиума Верховного Совета СССР от 22 августа 1944 года подполковник Иван Васильев был удостоен высокого звания Героя Советского Союза с вручением ордена Ленина и медали «Золотая Звезда».
После окончания войны Васильев продолжил службу в Советской Армии. В 1946 году он окончил курсы усовершенствования офицерского состава при Военной академии бронетанковых и механизированных войск. В 1956 году в звании полковника Васильев был уволен в запас. Проживал в посёлке Песочный Сестрорецкого района Ленинграда (ныне в составе Курортного района города Санкт-Петербург). Умер 5 июля 1962 года, похоронен в посёлке Песочный.
Был награждён двумя орденами Ленина, тремя орденами Красного Знамени, орденами Александра Невского и Красной Звезды, а также рядом медалей.